# Maj Samzelius
Maj Gunnel Samzelius, ogift Nordenswan, född 17 maj 1917 i Leipzig i Tyskland, död 31 augusti 2015 i Oscars församling i Stockholm, var en svensk författare, dramatiker, teaterpedagog och regissör inom radion. Hon skrev bland annat Hjältar och monster på himlavalvet.
Maj Samzelius var dotter till Gustaf Nordensvan, som var bil- och flygkonstruktör i USA och Tyskland, och hans första hustru Alma Strömbäck samt sondotter till generalmajor Carl Otto Nordensvan, brorsdotter till Arthur Nordensvan och brorsons dotter till Georg Nordensvan.
År 1957 medverkade hon i antologin Spelet kan börja – pjäser för barn, 1961 skrev hon pjäserna Jorden runt på åttio dagar, Lille Viggs äventyr på julafton – efter Viktor Rydbergs julberättelse och Tre små grisar – folksaga. Åren 1981 till 1986 kom hon ut med Hjältar och monster på himlavalvet i fyra delar. Åren 1993 till 1995 gav hon ut Gudar, trollkarlar och vidunder i tre delar.
Maj Samzelius var 1940–1950 gift med Heinrich Kenter (född 1896), förste regissör vid Volksbühne i Berlin. Andra gången var hon gift från 1952 med civilingenjör Christer Samzelius (1918–1994). Hon fick en dotter Solveig Samzelius (1948–2025), skådespelare och gift Henckel von Donnersmarck.